# 윌 라이먼

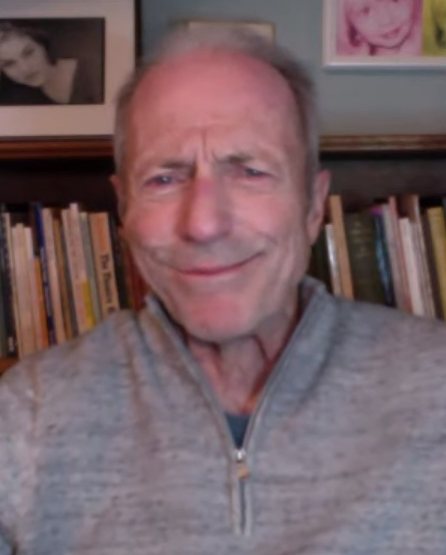

윌 라이먼(Will Lyman, 1948년 5월 20일 ~ )은 미국의 배우, 성우이다.
벌링턴에서 태어났다.

## 출연 작품
- 머니, 파워 앤 월스트리트 1 (2012년) - 내레이션 역
- 디 아더 가이스 (2010년)
- 대통령의 암살 (2008년)
- 범죄도시 (2008년)
- 아이언맨 (2008년) - 시상식 나레이터 역
- 매티 프레스노 앤 더 홀로플럭스 유니버스 (2007년)
- 피어스 피플 (2005년)
- 미스틱 리버 (2003년)
- 엘마 마터 (2002년) - 아서 나이트 역
- 불협화음 (2001년)
- 개같은 날들 (2000년)
- Floating (1997)
- 비상 계엄 (1998년)
- 퍼펙트 머더 (1998년)
- 배스킷 히어로 (1996년)
- 인형의 집으로 오세요 (1995년)
- 모던 마블스 (1994년) - 나레이터 역
- 디 아메리칸 익스피어리언스 (1988년) - 나레이터 역
- 윌리엄 텔 (1987년)
- 탐정 스펜서 (1985년)
- 프론트라인 (1983년) - 나레이터 역
- 노바 (1974년)

### 텔레비전
- 제시카의 추리극장 (1992)
- 로앤오더 (1994)
- 에드 (2001)
- 뉴욕 특수수사대 (2001)
- 웨스트 윙 (2004)
- 커맨더 인 치프 (2005)